# Hasvik
Hasvik est une municipalité du comté de Troms og Finnmark, dans le nord de la Norvège, qui occupe la partie occidentale de l'île de Sørøya et une partie de Stjernøya. La plupart des habitants se trouvent sur la côte ouest de Sørøya, essentiellement à Hasvik (env. 400 h), Breivikbotn (env. 300 h) et Sørvær (env. 200 h).

## Histoire
Le village est pillé en 1809 par la Royal Navy (HMS Snake et HMS Fancy), en route vers Hammerfest, lors des guerres napoléoniennes et du blocus naval britannique.
La municipalité est constituée en 1858, à partir de la municipalité (1838) de Loppa.